# Lejeunea latilobula
Lejeunea latilobula là một loài Rêu trong họ Lejeuneaceae. Loài này được (Herzog) R.L. Zhu & M. L. So mô tả khoa học đầu tiên năm 2002.